# NGC 5650
NGC 5650 (również NGC 5652, PGC 51865 lub UGC 9334) – galaktyka spiralna z poprzeczką (SBc), znajdująca się w gwiazdozbiorze Panny.
Odkrył ją William Herschel 12 maja 1793 roku. 19 kwietnia 1887 roku obserwował ją Lewis A. Swift i błędnie skatalogował ją jako nowo odkryty obiekt. Również John Dreyer, zestawiając swój New General Catalogue, nie zorientował się, że obaj astronomowie obserwowali ten sam obiekt i skatalogował obserwację Herschela jako NGC 5652, a Swifta jako NGC 5650.